# Volta a Portugal de 2024
A 85.ª edição da Volta a Portugal decorreu entre 24 de julho e 4 de agosto de 2024. Esta edição foi antecipada em relação à data tradicional devido à realização dos Jogos Olímpicos de 2024, em Paris.
Depois deste prólogo, o pelotão encontrou as primeiras dificuldades com uma subida de primeira categoria em direcção ao Observatório de Vila Nova em Miranda do Corvo logo na primeira etapa, e a lendária subida do Alto da Torre na Serra da Estrela durante a quarta etapa. No dia seguinte, e antes do dia de descanso a 29 de julho, o pelotão chegou à Guarda.
A segunda parte da Volta incluiu seis etapas com chegadas a Bragança, Boticas, Paredes, Fafe ou ainda a Mondim de Basto com a famosa subida do Alto da Senhora da Graça. Esta 85ª edição da Volta a Portugal terminou em Viseu, no centro do país, com um contrarrelógio individual.
No final o atleta russo Artem Nych da equipa Sabgal Anicolor sagrou-se vencedor da Volta, numa edição em que o jovem Afonso Eulálio, então com 22 anos, se destacou ao vestir a camisola amarela durante 6 dias, perdendo-a na etapa da Senhora da Graça.

## Equipas
| Equipes ProTeam (4)- Burgos-BH - Equipo Kern Pharma - Caja Rural-Seguros RGA - Euskaltel-Euskadi Equipes Continentais (13)- ABTF Betão-Feirense - Aviludo-Louletano-Loulé Concelho - AP Hotels & Resorts-Tavira-SC Farense - Credibom-La Alumínios-Marcos Car - Efapel Cycling - Sabgal / Anicolor - Kelly-Simoldes-UDO - Rádio Popular-Paredes-Boavista - Tavfer-Ovos Matinados-Mortágua - Team Vorarlberg - Illes Balears Arabay Cycling - Petrolike - Project Echelon Racing |
| |

## Etapas
| Etapa   | Data    | Percurso                  | type                      | Distância (km) | Vencedor              | Líder geral    |
| ------- | ------- | ------------------------- | ------------------------- | -------------- | --------------------- | -------------- |
| Prólogo | 24 jul. | Águeda – Águeda           | contrarrelógio individual | 5,6            | Rafael Reis           | Rafael Reis    |
| 1       | 25 jul. | Anadia – Miranda do Corvo | alta montanha             | 158,2          | Colin Stüssi          | Colin Stüssi   |
| 2       | 26 jul. | Santarém – Marvila        | etapa escarpada           | 164,5          | Germán Tivani         | Colin Stüssi   |
| 3       | 27 jul. | Crato – Covilhã           | alta montanha             | 161,2          | Sergio Geovani Chumil | Afonso Eulálio |
| 4       | 28 jul. | Sabugal – Guarda          | etapa escarpada           | 164,5          | Luis Ángel Maté       | Afonso Eulálio |
| 5       | 30 jul. | Penedono – Bragança       | etapa escarpada           | 176,8          | Hugo Scala            | Afonso Eulálio |
| 6       | 31 jul. | Bragança – Boticas        | alta montanha             | 169,1          | Artem Nych            | Afonso Eulálio |
| 7       | 1 ago.  | Felgueiras – Paredes      | etapa escarpada           | 160,4          | Francisco Peñuela     | Afonso Eulálio |
| 8       | 2 ago.  | Viana do Castelo – Fafe   | etapa escarpada           | 182,4          | Tomás Contte          | Afonso Eulálio |
| 9       | 3 ago.  | Maia – Mondim de Basto    | alta montanha             | 170,8          | Abner González        | Artem Nych     |
| 10      | 4 ago.  | Viseu – Viseu             | contrarrelógio individual | 26,6           | Artem Nych            | Artem Nych     |

### Prólogo
| Águeda - Águeda | contrarrelógio individual | (5,6 km) |

|    | Ciclista            | Equipa                                | Tempo      |
| -- | ------------------- | ------------------------------------- | ---------- |
| 1  | Rafael Reis         | Sabgal Anicolor                       | 6 min 48 s |
| 2  | Julius Johansen     | Sabgal Anicolor                       | m.t.       |
| 3  | Tyler Stites        | Project Echelon Racing                | +6 s       |
| 4  | James Fouché        | Euskaltel-Euskadi                     | +8 s       |
| 5  | Alexander Grigoriev | Efapel Cycling                        | +9 s       |
| 6  | Mauricio Moreira    | Sabgal Anicolor                       | +12 s      |
| 7  | Carlos Salgueiro    | AP Hotels & Resorts-Tavira-SC Farense | +14 s      |
| 8  | Tiago Antunes       | Efapel Cycling                        | +15 s      |
| 9  | Carlos Oyarzún      | Aviludo-Louletano-Loulé Concelho      | m.t.       |
| 10 | Asier Etxeberria    | Euskaltel-Euskadi                     | +16 s      |

|    | Ciclista            | Equipa                                | Tempo      |
| -- | ------------------- | ------------------------------------- | ---------- |
| 1  | Rafael Reis         | Sabgal Anicolor                       | 6 min 48 s |
| 2  | Julius Johansen     | Sabgal Anicolor                       | m.t.       |
| 3  | Tyler Stites        | Project Echelon Racing                | +6 s       |
| 4  | James Fouché        | Euskaltel-Euskadi                     | +8 s       |
| 5  | Alexander Grigoriev | Efapel Cycling                        | +9 s       |
| 6  | Mauricio Moreira    | Sabgal Anicolor                       | +12 s      |
| 7  | Carlos Salgueiro    | AP Hotels & Resorts-Tavira-SC Farense | +14 s      |
| 8  | Tiago Antunes       | Efapel Cycling                        | +15 s      |
| 9  | Carlos Oyarzún      | Aviludo-Louletano-Loulé Concelho      | m.t.       |
| 10 | Asier Etxeberria    | Euskaltel-Euskadi                     | +16 s      |

### 1ª etapa
| Anadia - Miranda do Corvo | alta montanha | (158,2 km) |

|    | Ciclista         | Equipa                           | Tempo           |
| -- | ---------------- | -------------------------------- | --------------- |
| 1  | Colin Stüssi     | Vorarlberg                       | 4 h 15 min 20 s |
| 2  | António Carvalho | ABTF Betão-Feirense              | +28 s           |
| 3  | Luís Fernandes   | Credibom-LA Alumínios-Marcos Car | +41 s           |
| 4  | Jon Agirre       | Kern Pharma                      | +45 s           |
| 5  | Jesús del Pino   | Aviludo-Louletano-Loulé Concelho | m.t.            |
| 6  | Diego Camargo    | Petrolike                        | + 51 s          |
| 7  | Ander Okamika    | Burgos-BH                        | + 1 min 1 s     |
| 8  | Mauricio Moreira | Sabgal-Anicolor                  | + 1 min 7 s     |
| 9  | Joan Bou         | Euskaltel-Euskadi                | + 1 min 9 s     |
| 10 | Afonso Eulálio   | ABTF Betão-Feirense              | m.t.            |

|    | Ciclista         | Equipa                           | Tempo           |
| -- | ---------------- | -------------------------------- | --------------- |
| 1  | Colin Stüssi     | Vorarlberg                       | 4 h 22 min 20 s |
| 2  | António Carvalho | ABTF Betão-Feirense              | +32 s           |
| 3  | Luís Fernandes   | Credibom-LA Alumínios-Marcos Car | +58 s           |
| 4  | Diego Camargo    | Petrolike                        | + 1 min 2 s     |
| 5  | Mauricio Moreira | Sabgal-Anicolor                  | + 1 min 7 s     |
| 6  | Ander Okamika    | Burgos-BH                        | + 1 min 14 s    |
| 7  | Jesús del Pino   | Aviludo-Louletano-Loulé Concelho | m.t.            |
| 8  | Jon Agirre       | Kern Pharma                      | + 1 min 15 s    |
| 9  | Joan Bou         | Euskaltel-Euskadi                | + 1 min 21 s    |
| 10 | Afonso Eulálio   | ABTF Betão-Feirense              | + 1 min 22 s    |

### 2ª etapa
| Santarém - Marvila | etapa escarpada | (164,5 km) |

|    | Ciclista        | Equipa                           | Tempo          |
| -- | --------------- | -------------------------------- | -------------- |
| 1  | Germán Tivani   | Aviludo-Louletano-Loulé Concelho | 3 h 49 min 0 s |
| 2  | Tomás Contte    | Aviludo-Louletano-Loulé Concelho | m.t.           |
| 3  | Scott McGill    | Project Echelon Racing           | m.t.           |
| 4  | César Macías    | Petrolike                        | m.t.           |
| 5  | Leangel Linarez | Tavfer-Ovos Matinados-Mortágua   | m.t.           |
| 6  | Raúl Rota       | Rádio Popular-Paredes-Boavista   | m.t.           |
| 7  | Sergi Darder    | Illes Balears Arabay Cycling     | m.t.           |
| 8  | Andoni López    | Euskaltel-Euskadi                | m.t.           |
| 9  | Óscar Pelegrí   | Burgos-BH                        | m.t.           |
| 10 | Rodrigo Caixas  | Credibom-LA Alumínios-Marcos Car | m.t.           |

|    | Ciclista         | Equipa                           | Tempo           |
| -- | ---------------- | -------------------------------- | --------------- |
| 1  | Colin Stüssi     | Vorarlberg                       | 8 h 11 min 17 s |
| 2  | António Carvalho | ABTF Betão-Feirense              | +32 s           |
| 3  | Luís Fernandes   | Credibom-LA Alumínios-Marcos Car | +59 s           |
| 4  | Diego Camargo    | Petrolike                        | + 1 min 5 s     |
| 5  | Mauricio Moreira | Sabgal-Anicolor                  | + 1 min 10 s    |
| 6  | Ander Okamika    | Burgos-BH                        | + 1 min 17 s    |
| 7  | Jesús del Pino   | Aviludo-Louletano-Loulé Concelho | m.t.            |
| 8  | Jon Agirre       | Kern Pharma                      | + 1 min 18 s    |
| 9  | Joan Bou         | Euskaltel-Euskadi                | + 1 min 24 s    |
| 10 | Afonso Eulálio   | ABTF Betão-Feirense              | + 1 min 25 s    |

### 3ª etapa
| Crato - Covilhã | alta montanha | (161,2 km) |

|    | Ciclista        | Equipa                                | Tempo           |
| -- | --------------- | ------------------------------------- | --------------- |
| 1  | Sergio Chumil   | Burgos-BH                             | 4 h 10 min 10 s |
| 2  | Afonso Eulálio  | ABTF Betão-Feirense                   | + 3 s           |
| 3  | Jon Agirre      | Kern Pharma                           | + 20 s          |
| 4  | Mikel Bizkarra  | Euskaltel-Euskadi                     | + 25 s          |
| 5  | Jaume Guardeño  | Caja Rural-Seguros RGA                | + 59 s          |
| 6  | Diego Camargo   | Petrolike                             | + 1 min 21 s    |
| 7  | Delio Fernández | AP Hotels & Resorts-Tavira-SC Farense | m.t.            |
| 8  | Colin Stüssi    | Vorarlberg                            | + 1 min 35 s    |
| 9  | Diogo Barbosa   | AP Hotels & Resorts-Tavira-SC Farense | m.t.            |
| 10 | Joan Bou        | Euskaltel-Euskadi                     | + 1 min 43 s    |

|    | Ciclista         | Equipa                                | Tempo            |
| -- | ---------------- | ------------------------------------- | ---------------- |
| 1  | Afonso Eulálio   | ABTF Betão-Feirense                   | 12 h 22 min 48 s |
| 2  | Jon Agirre       | Kern Pharma                           | + 13 s           |
| 3  | Colin Stüssi     | Vorarlberg                            | + 14 s           |
| 4  | Mikel Bizkarra   | Euskaltel-Euskadi                     | + 37 s           |
| 5  | Diego Camargo    | Petrolike                             | + 1 min 5 s      |
| 6  | António Carvalho | ABTF Betão-Feirense                   | + 1 min 16 s     |
| 7  | Delio Fernández  | AP Hotels & Resorts-Tavira-SC Farense | + 1 min 36 s     |
| 8  | Luís Fernandes   | Credibom-LA Alumínios-Marcos Car      | + 1 min 38 s     |
| 9  | Joan Bou         | Euskaltel-Euskadi                     | + 1 min 46 s     |
| 10 | Sergio Chumil    | Burgos-BH                             | + 1 min 54 s     |

### 4ª etapa
| Sabugal - Guarda | etapa escarpada | (164,5 km) |

|    | Ciclista            | Equipa                                | Tempo           |
| -- | ------------------- | ------------------------------------- | --------------- |
| 1  | Luis Ángel Maté     | Euskaltel-Euskadi                     | 4 h 13 min 26 s |
| 2  | Rafael Reis         | Sabgal Anicolor                       | + 2 s           |
| 3  | Iñigo Elosegui      | Kern Pharma                           | + 7 s           |
| 4  | Germán Tivani       | Aviludo-Louletano-Loulé Concelho      | + 16 s          |
| 5  | Keegan Swirbul      | Efapel Cycling                        | + 17 s          |
| 6  | Edgar Cadena        | Petrolike                             | + 23 s          |
| 7  | Gonçalo Leaça       | Credibom-LA Alumínios-Marcos Car      | + 25 s          |
| 8  | Alexander Grigoriev | Efapel Cycling                        | + 35 s          |
| 9  | Andrew Vollmer      | Illes Balears Arabay Cycling          | + 48 s          |
| 10 | Afonso Silva        | AP Hotels & Resorts-Tavira-SC Farense | + 54 s          |

|    | Ciclista         | Equipa                                | Tempo            |
| -- | ---------------- | ------------------------------------- | ---------------- |
| 1  | Afonso Eulálio   | ABTF Betão-Feirense                   | 16 h 37 min 21 s |
| 2  | Colin Stüssi     | Vorarlberg                            | + 16 s           |
| 3  | Jon Agirre       | Kern Pharma                           | + 26 s           |
| 4  | Mikel Bizkarra   | Euskaltel-Euskadi                     | + 50 s           |
| 5  | Diego Camargo    | Petrolike                             | + 1 min 18 s     |
| 6  | António Carvalho | ABTF Betão-Feirense                   | + 1 min 23 s     |
| 7  | Joan Bou         | Euskaltel-Euskadi                     | + 1 min 33 s     |
| 8  | Delio Fernández  | AP Hotels & Resorts-Tavira-SC Farense | + 1 min 46 s     |
| 9  | Luís Fernandes   | Credibom-LA Alumínios-Marcos Car      | + 1 min 48 s     |
| 10 | Sergio Chumil    | Burgos-BH                             | + 1 min 59 s     |

### 5ª etapa
| Penedono - Bragança | etapa escarpada | (176,8 km) |

|    | Ciclista            | Equipa                           | Tempo           |
| -- | ------------------- | -------------------------------- | --------------- |
| 1  | Hugo Scala Jr.      | Project Echelon Racing           | 4 h 10 min 26 s |
| 2  | Fábio Costa         | ABTF Betão-Feirense              | m.t             |
| 3  | Julius Johansen     | Sabgal Anicolor                  | + 11 s          |
| 4  | Hugo Aznar          | Kern Pharma                      | + 14 s          |
| 5  | Xavier Cañellas     | Euskaltel-Euskadi                | m.t             |
| 6  | Alexander Grigoriev | Efapel Cycling                   | m.t             |
| 7  | Ángel Fuentes       | Burgos-BH                        | m.t             |
| 8  | José Parra          | Kern Pharma                      | + 17 s          |
| 9  | Germán Tivani       | Aviludo-Louletano-Loulé Concelho | + 38 s          |
| 10 | Francisco Peñuela   | Rádio Popular-Paredes-Boavista   | m.t             |

|    | Ciclista         | Equipa                                | Tempo            |
| -- | ---------------- | ------------------------------------- | ---------------- |
| 1  | Afonso Eulálio   | ABTF Betão-Feirense                   | 20 h 48 min 25 s |
| 2  | Colin Stüssi     | Vorarlberg                            | + 16 s           |
| 3  | Jon Agirre       | Kern Pharma                           | + 26 s           |
| 4  | Mikel Bizkarra   | Euskaltel-Euskadi                     | + 50 s           |
| 5  | Diego Camargo    | Petrolike                             | + 1 min 18 s     |
| 6  | António Carvalho | ABTF Betão-Feirense                   | + 1 min 23 s     |
| 7  | Joan Bou         | Euskaltel-Euskadi                     | + 1 min 33 s     |
| 8  | Delio Fernández  | AP Hotels & Resorts-Tavira-SC Farense | + 1 min 46 s     |
| 9  | Luís Fernandes   | Credibom-LA Alumínios-Marcos Car      | + 1 min 48 s     |
| 10 | Sergio Chumil    | Burgos-BH                             | + 1 min 59 s     |

### 6ª etapa
| Bragança - Boticas | alta montanha | (169,1 km) |

|    | Ciclista        | Equipa                 | Tempo           |
| -- | --------------- | ---------------------- | --------------- |
| 1  | Artem Nych      | Sabgal Anicolor        | 3 h 58 min 12 s |
| 2  | Afonso Eulálio  | ABTF Betão-Feirense    | + 1 min 0 s     |
| 3  | Tyler Stites    | Project Echelon Racing | m.t.            |
| 4  | Colin Stüssi    | Vorarlberg             | m.t.            |
| 5  | Jon Agirre      | Kern Pharma            | m.t.            |
| 6  | Sergio Chumil   | Burgos-BH              | m.t.            |
| 7  | Luis Ángel Maté | Euskaltel-Euskadi      | m.t.            |
| 8  | Ander Okamika   | Burgos-BH              | m.t.            |
| 9  | Edgar Cadena    | Petrolike              | m.t.            |
| 10 | Joan Bou        | Euskaltel-Euskadi      | m.t.            |

|    | Ciclista         | Equipa                                | Tempo            |
| -- | ---------------- | ------------------------------------- | ---------------- |
| 1  | Afonso Eulálio   | ABTF Betão-Feirense                   | 24 h 47 min 31 s |
| 2  | Colin Stüssi     | Vorarlberg                            | + 21 s           |
| 3  | Jon Agirre       | Kern Pharma                           | + 32 s           |
| 4  | Mikel Bizkarra   | Euskaltel-Euskadi                     | + 56 s           |
| 5  | Diego Camargo    | Petrolike                             | + 1 min 24 s     |
| 6  | António Carvalho | ABTF Betão-Feirense                   | + 1 min 29 s     |
| 7  | Joan Bou         | Euskaltel-Euskadi                     | + 1 min 39 s     |
| 8  | Delio Fernández  | AP Hotels & Resorts-Tavira-SC Farense | + 1 min 52 s     |
| 9  | Sergio Chumil    | Burgos-BH                             | + 2 min 5 s      |
| 10 | Ander Okamika    | Burgos-BH                             | + 2 min 8 s      |

### 7ª etapa
| Felgueiras - Paredes | etapa escarpada | (160,4 km) |

|    | Ciclista          | Equipa                                | Tempo          |
| -- | ----------------- | ------------------------------------- | -------------- |
| 1  | Francisco Peñuela | Rádio Popular-Paredes-Boavista        | 3 h 39 min 9 s |
| 2  | Tiago Antunes     | Efapel Cycling                        | m.t.           |
| 3  | Germán Tivani     | Aviludo-Louletano-Loulé Concelho      | m.t.           |
| 4  | Carlos Salgueiro  | AP Hotels & Resorts-Tavira-SC Farense | m.t.           |
| 5  | Joan Bou          | Euskaltel-Euskadi                     | m.t.           |
| 6  | Sergio Chumil     | Burgos-BH                             | m.t.           |
| 7  | Luís Gomes        | Kelly-Simoldes-UDO                    | m.t.           |
| 8  | Abner González    | Efapel Cycling                        | m.t.           |
| 9  | Colin Stüssi      | Vorarlberg                            | m.t.           |
| 10 | Afonso Eulálio    | ABTF Betão-Feirense                   | m.t.           |

|    | Ciclista         | Equipa                                | Tempo            |
| -- | ---------------- | ------------------------------------- | ---------------- |
| 1  | Afonso Eulálio   | ABTF Betão-Feirense                   | 28 h 26 min 40 s |
| 2  | Colin Stüssi     | Vorarlberg                            | + 21 s           |
| 3  | Mikel Bizkarra   | Euskaltel-Euskadi                     | + 55 s           |
| 4  | Diego Camargo    | Petrolike                             | + 1 min 24 s     |
| 5  | António Carvalho | ABTF Betão-Feirense                   | + 1 min 29 s     |
| 6  | Joan Bou         | Euskaltel-Euskadi                     | + 1 min 38 s     |
| 7  | Delio Fernández  | AP Hotels & Resorts-Tavira-SC Farense | + 1 min 52 s     |
| 8  | Sergio Chumil    | Burgos-BH                             | + 2 min 5 s      |
| 9  | Ander Okamika    | Burgos-BH                             | + 2 min 6 s      |
| 10 | Jesús del Pino   | Aviludo-Louletano-Loulé Concelho      | + 2 min 16 s     |

### 8ª etapa
| Viana do Castelo - Fafe | etapa escarpada | (182,4 km) |

|    | Ciclista                 | Equipa                           | Tempo          |
| -- | ------------------------ | -------------------------------- | -------------- |
| 1  | Tomás Contte             | Aviludo-Louletano-Loulé Concelho | 4 h 24 min 5 s |
| 2  | Andoni López de Abetxuko | Euskaltel-Euskadi                | m.t.           |
| 3  | Rafael Reis              | Sabgal Anicolor                  | m.t.           |
| 4  | Stephen Bassett          | Project Echelon Racing           | m.t.           |
| 5  | Luís Gomes               | Kelly-Simoldes-UDO               | m.t.           |
| 6  | Francisco Guerreiro      | Kelly-Simoldes-UDO               | m.t.           |
| 7  | Iñigo Elosegui           | Kern Pharma                      | m.t.           |
| 8  | Hugo Aznar               | Kern Pharma                      | m.t.           |
| 9  | Tiago Antunes            | Efapel Cycling                   | m.t.           |
| 10 | Raúl Rota                | Rádio Popular-Paredes-Boavista   | m.t.           |

|    | Ciclista         | Equipa                                | Tempo           |
| -- | ---------------- | ------------------------------------- | --------------- |
| 1  | Afonso Eulálio   | ABTF Betão-Feirense                   | 33 h 1 min 10 s |
| 2  | Colin Stüssi     | Vorarlberg                            | + 21 s          |
| 3  | Mikel Bizkarra   | Euskaltel-Euskadi                     | + 55 s          |
| 4  | Diego Camargo    | Petrolike                             | + 1 min 24 s    |
| 5  | António Carvalho | ABTF Betão-Feirense                   | + 1 min 29 s    |
| 6  | Joan Bou         | Euskaltel-Euskadi                     | + 1 min 38 s    |
| 7  | Delio Fernández  | AP Hotels & Resorts-Tavira-SC Farense | + 1 min 52 s    |
| 8  | Sergio Chumil    | Burgos-BH                             | + 2 min 5 s     |
| 9  | Ander Okamika    | Burgos-BH                             | + 2 min 6 s     |
| 10 | Jesús del Pino   | Aviludo-Louletano-Loulé Concelho      | + 2 min 16 s    |

### 9ª etapa
| Maia - Mondim de Basto | alta montanha | (170,8 km) |

|    | Ciclista         | Equipa                                | Tempo           |
| -- | ---------------- | ------------------------------------- | --------------- |
| 1  | Abner González   | Efapel Cycling                        | 4 h 25 min 10 s |
| 2  | Artem Nych       | Sabgal Anicolor                       | + 6 s           |
| 3  | David Delgado    | Burgos-BH                             | + 22 s          |
| 4  | Jaume Guardeño   | Caja Rural-Seguros RGA                | + 29 s          |
| 5  | Gonçalo Leaça    | Credibom-LA Alumínios-Marcos Car      | + 51 s          |
| 6  | Alejandro Franco | Burgos-BH                             | + 1 min 51 s    |
| 7  | Jesús del Pino   | Aviludo-Louletano-Loulé Concelho      | + 2 min 2 s     |
| 8  | Andrew Vollmer   | Illes Balears Arabay Cycling          | + 2 min 10 s    |
| 9  | Edgar Cadena     | Petrolike                             | + 2 min 21 s    |
| 10 | Diogo Barbosa    | AP Hotels & Resorts-Tavira-SC Farense | + 2 min 31 s    |

|    | Ciclista       | Equipa                           | Tempo           |
| -- | -------------- | -------------------------------- | --------------- |
| 1  | Artem Nych     | Sabgal Anicolor                  | 37 h 29 min 9 s |
| 2  | Abner González | Efapel Cycling                   | + 49 s          |
| 3  | Colin Stüssi   | Vorarlberg                       | + 53 s          |
| 4  | Gonçalo Leaça  | Credibom-LA Alumínios-Marcos Car | + 57 s          |
| 5  | Jesús del Pino | Aviludo-Louletano-Loulé Concelho | + 1 min 29 s    |
| 6  | Afonso Eulálio | ABTF Betão-Feirense              | + 1 min 50 s    |
| 7  | Mikel Bizkarra | Euskaltel-Euskadi                | + 2 min 43 s    |
| 8  | Joan Bou       | Euskaltel-Euskadi                | + 2 min 57 s    |
| 9  | Diego Camargo  | Petrolike                        | + 3 min 7 s     |
| 10 | Jaume Guardeño | Caja Rural-Seguros RGA           | + 3 min 32 s    |

### 10ª etapa
| Viseu - Viseu | contrarrelógio individual | (26,6 km) |

|    | Ciclista            | Equipa                           | Tempo       |
| -- | ------------------- | -------------------------------- | ----------- |
| 1  | Artem Nych          | Sabgal Anicolor                  | 34 min 36 s |
| 2  | Julius Johansen     | Sabgal Anicolor                  | + 4 s       |
| 3  | Colin Stüssi        | Vorarlberg                       | + 31 s      |
| 4  | Rafael Reis         | Sabgal Anicolor                  | + 39 s      |
| 5  | Alexander Grigoriev | Efapel Cycling                   | + 44 s      |
| 6  | Tyler Stites        | Project Echelon Racing           | + 45 s      |
| 7  | Alex Molenaar       | Illes Balears Arabay Cycling     | + 50 s      |
| 8  | Tiago Antunes       | Efapel Cycling                   | + 56 s      |
| 9  | Carlos Oyarzún      | Aviludo-Louletano-Loulé Concelho | + 1 min 2   |
| 10 | Gaspar Gonçalves    | Aviludo-Louletano-Loulé Concelho | + 1 min 5   |

## Classificações finais
As classificações finalizaram da seguinte forma:

### Classificação geral
| \| Classificação geral \| Classificação geral \| Classificação geral \| Classificação geral \| Classificação geral \| \| Ciclista \| Ciclista \| Equipe \| Tempo \| \| \| ------------------- \| ------------------- \| ------------------------------------- \| ------------------- \| ------------------- \| \| 1. \| Artem Nych \| Sabgal-Anicolor \| 38h03m45s \| \| \| 2. \| Colin Stüssi \| Team Vorarlberg \| + 1m23s \| \| \| 3. \| Abner González \| Efapel Cycling \| + 2m38s \| \| \| 4. \| Gonçalo Leaça \| Credibom-LA Alumínios-Marcos Car \| + 3m07s \| \| \| 5. \| Mikel Bizkarra \| Euskaltel-Euskadi \| + 4m11s \| \| \| 6. \| Diego Camargo \| Petrolike \| + 4m36s \| \| \| 7. \| Jesús del Pino \| Aviludo-Louletano-Loulé Concelho \| + 4m54s \| \| \| 8. \| Joan Bou \| Euskaltel-Euskadi \| + 5m01s \| \| \| 9. \| Delio Fernández \| AP Hotels & Resorts-Tavira-SC Farense \| + 5m43s \| \| \| 10. \| Afonso Eulálio \| ABTF Betão-Feirense \| + 5m57s \| \| |                 |                                       |           |
| |                 |                                       |           |
| Fonte: ProCyclingStats |                 |                                       |           |
| Classificação geral |                 |                                       |           |
| Ciclista | Ciclista        | Equipe                                | Tempo     |
| 1. | Artem Nych      | Sabgal-Anicolor                       | 38h03m45s |
| 2. | Colin Stüssi    | Team Vorarlberg                       | + 1m23s   |
| 3. | Abner González  | Efapel Cycling                        | + 2m38s   |
| 4. | Gonçalo Leaça   | Credibom-LA Alumínios-Marcos Car      | + 3m07s   |
| 5. | Mikel Bizkarra  | Euskaltel-Euskadi                     | + 4m11s   |
| 6. | Diego Camargo   | Petrolike                             | + 4m36s   |
| 7. | Jesús del Pino  | Aviludo-Louletano-Loulé Concelho      | + 4m54s   |
| 8. | Joan Bou        | Euskaltel-Euskadi                     | + 5m01s   |
| 9. | Delio Fernández | AP Hotels & Resorts-Tavira-SC Farense | + 5m43s   |
| 10. | Afonso Eulálio  | ABTF Betão-Feirense                   | + 5m57s   |

### Classificação por pontos
| Classificação por pontos | Classificação por pontos | Classificação por pontos         | Classificação por pontos | Classificação por pontos |
| Ciclista                 | Ciclista                 | Equipe                           | Pontos                   |                          |
| ------------------------ | ------------------------ | -------------------------------- | ------------------------ | ------------------------ |
| 1.                       | Germán Tivani            | Aviludo-Louletano-Loulé Concelho | 126 pts                  |                          |
| 2.                       | Tomás Contte             | Aviludo-Louletano-Loulé Concelho | 83 pts                   |                          |
| 3.                       | Artem Nych               | Sabgal-Anicolor                  | 65 pts                   |                          |
| 4.                       | Colin Stüssi             | Team Vorarlberg                  | 57 pts                   |                          |
| 5.                       | Xavier Cañellas          | Euskaltel-Euskadi                | 51 pts                   |                          |
| 6.                       | Sergio Geovani Chumil    | Burgos-BH                        | 47 pts                   |                          |
| 7.                       | Fabio Costa              | ABTF Betão-Feirense              | 47 pts                   |                          |
| 8.                       | Afonso Eulálio           | ABTF Betão-Feirense              | 47 pts                   |                          |
| 9.                       | Francisco Peñuela        | Rádio Popular-Paredes-Boavista   | 44 pts                   |                          |
| 10.                      | Rafael Reis              | Sabgal-Anicolor                  | 43 pts                   |                          |

### Classificação da montanha
| Classificação da montanha | Classificação da montanha | Classificação da montanha        | Classificação da montanha | Classificação da montanha |
| Ciclista                  | Ciclista                  | Equipe                           | Pontos                    |                           |
| ------------------------- | ------------------------- | -------------------------------- | ------------------------- | ------------------------- |
| 1.                        | Luis Ángel Maté           | Euskaltel-Euskadi                | 79 pts                    |                           |
| 2.                        | Artem Nych                | Sabgal-Anicolor                  | 44 pts                    |                           |
| 3.                        | Colin Stüssi              | Team Vorarlberg                  | 36 pts                    |                           |
| 4.                        | Xavier Cañellas           | Euskaltel-Euskadi                | 35 pts                    |                           |
| 5.                        | Luís Felipe Fernandes     | Credibom-LA Alumínios-Marcos Car | 32 pts                    |                           |
| 6.                        | Afonso Eulálio            | ABTF Betão-Feirense              | 31 pts                    |                           |
| 7.                        | Keegan Swirbul            | Efapel Cycling                   | 30 pts                    |                           |
| 8.                        | Gonçalo Leaça             | Credibom-LA Alumínios-Marcos Car | 28 pts                    |                           |
| 9.                        | Bruno Silva               | Tavfer-Ovos Matinados-Mortágua   | 27 pts                    |                           |
| 10.                       | Jaume Guardeño            | Caja Rural-Seguros RGA           | 27 pts                    |                           |

### Classificação dos jovens
| Classificação dos jovens | Classificação dos jovens | Classificação dos jovens         | Classificação dos jovens | Classificação dos jovens |
| Ciclista                 | Ciclista                 | Equipe                           | Tempo                    |                          |
| ------------------------ | ------------------------ | -------------------------------- | ------------------------ | ------------------------ |
| 1.                       | Jaume Guardeño           | Caja Rural-Seguros RGA           | 38h09m50s                |                          |
| 2.                       | Alexandre Montez         | Credibom-LA Alumínios-Marcos Car | + 1h08m20s               |                          |
| 3.                       | Andrey Braguini          | GI Group Holding-Simoldes-UDO    | + 1h18m11s               |                          |
| 4.                       | Pablo Carrascosa         | Equipo Finisher                  | + 1h25m25s               |                          |
| 5.                       | Sergi Darder             | Illes Balears Arabay Cycling     | + 1h36m31s               |                          |
| 6.                       | Hugo Aznar               | Equipo Kern Pharma               | + 1h48m25s               |                          |
| 7.                       | Noah Campos              | GI Group Holding-Simoldes-UDO    | + 2h20m24s               |                          |
| 8.                       | André Ribeiro            | GI Group Holding-Simoldes-UDO    | + 2h22m36s               |                          |
| 9.                       | João Martins             | Rádio Popular-Paredes-Boavista   | + 2h24m00s               |                          |

### Classificação por equipas
| Classificação por equipes | Classificação por equipes             | Classificação por equipes | Classificação por equipes |
| Equipe                    | Equipe                                | Tempo                     |                           |
| ------------------------- | ------------------------------------- | ------------------------- | ------------------------- |
| 1.                        | Euskaltel-Euskadi                     | 114h08m11s                |                           |
| 2.                        | Efapel Cycling                        | + 9m34s                   |                           |
| 3.                        | Burgos-BH                             | + 10m56s                  |                           |
| 4.                        | AP Hotels & Resorts-Tavira-SC Farense | + 14m14s                  |                           |
| 5.                        | Sabgal / Anicolor                     | + 16m18s                  |                           |
| 6.                        | Credibom-La Alumínios-Marcos Car      | + 42m38s                  |                           |
| 7.                        | Aviludo-Louletano-Loulé Concelho      | + 44m45s                  |                           |
| 8.                        | Petrolike                             | + 45m04s                  |                           |
| 9.                        | Equipo Kern Pharma                    | + 52m41s                  |                           |
| 10.                       | Rádio Popular-Paredes-Boavista        | + 1h06m13s                |                           |

## Evolução das classificações
| Etapa   |                           | Vencedor _            | Classificação geral | Prêmio por pontos | Prêmio de montanha | Juventude      | Equipes                               |
| ------- | ------------------------- | --------------------- | ------------------- | ----------------- | ------------------ | -------------- | ------------------------------------- |
| Prólogo | contrarrelógio individual | Rafael Reis           | Rafael Reis         | não atribuído     | não atribuído      | Hugo Aznar     | Sabgal / Anicolor                     |
| 1       | alta montanha             | Colin Stüssi          | Colin Stüssi        | Colin Stüssi      | Colin Stüssi       | Jaume Guardeño | Euskaltel-Euskadi                     |
| 2       | etapa escarpada           | Germán Tivani         | Colin Stüssi        | Germán Tivani     | Colin Stüssi       | Jaume Guardeño | Euskaltel-Euskadi                     |
| 3       | alta montanha             | Sergio Geovani Chumil | Afonso Eulálio      | Germán Tivani     | Jon Agirre         | Jaume Guardeño | AP Hotels & Resorts-Tavira-SC Farense |
| 4       | etapa escarpada           | Luis Ángel Maté       | Afonso Eulálio      | Germán Tivani     | Luis Ángel Maté    | Jaume Guardeño | Euskaltel-Euskadi                     |
| 5       | etapa escarpada           | Hugo Scala            | Afonso Eulálio      | Germán Tivani     | Luis Ángel Maté    | Jaume Guardeño | Euskaltel-Euskadi                     |
| 6       | alta montanha             | Artem Nych            | Afonso Eulálio      | Germán Tivani     | Luis Ángel Maté    | Jaume Guardeño | Euskaltel-Euskadi                     |
| 7       | etapa escarpada           | Francisco Peñuela     | Afonso Eulálio      | Germán Tivani     | Luis Ángel Maté    | Jaume Guardeño | Euskaltel-Euskadi                     |
| 8       | etapa escarpada           | Tomás Contte          | Afonso Eulálio      | Germán Tivani     | Luis Ángel Maté    | Jaume Guardeño | Euskaltel-Euskadi                     |
| 9       | alta montanha             | Abner González        | Artem Nych          | Germán Tivani     | Luis Ángel Maté    | Jaume Guardeño | Euskaltel-Euskadi                     |
| 10      | contrarrelógio individual | Artem Nych            | Artem Nych          | Germán Tivani     | Luis Ángel Maté    | Jaume Guardeño | Euskaltel-Euskadi                     |
| Final   | Final                     |                       | Artem Nych          | Germán Tivani     | Luis Ángel Maté    | Jaume Guardeño | Euskaltel-Euskadi                     |